# Боуман, Дэвид
Дэвид Боуман (англ. David Bowman, 10 марта 1964, Роял Танбридж Уэльс, Англия) — шотландский футболист, полузащитник. Прежде всего известный по выступлениям за «Харт оф Мидлотиан» и «Данди Юнайтед», а также национальную сборную Шотландии. Обладатель Кубка Шотландии.

## Клубная карьера
Во взрослом футболе дебютировал в 1984 году выступлениями за «Харт оф Мидлотиан», в котором провёл четыре сезона, приняв участие в 116 матчах чемпионата и забил 8 голов.
В течение 1984—1986 годов защищал цвета «Ковентри Сити».
Своей игрой за эту команду привлек внимание представителей тренерского штаба клуба «Данди Юнайтед», к составу которого присоединился в 1986 году. Сыграл за команду из Данди следующие двенадцать сезонов своей игровой карьеры. Большинство времени, проведённого в составе «Данди Юнайтед», был основным игроком команды.
В течение 1998—1999 годов защищал цвета клуба «Рэйт Роверс», после чего отправился в Гонконг, где недолго поиграл за «Ориент энд Е Хоуп Юнион».
Завершил профессиональную игровую карьеру в нижнелиговом клубе «Форфар Атлетик», за команду которого выступал на протяжении 2000—2002 годов.

## Выступления за сборные
В 1992 году дебютировал в официальных матчах в составе национальной сборной Шотландии. В течение карьеры в национальной команде, которая длилась 2 года, провёл в форме главной команды страны 6 матчей.
В составе сборной был участником чемпионата Европы 1992 года в Швеции.

## Карьера тренера
В 2007 году некоторое время был исполняющим обязанностей менеджера команды клуба «Ливингстон».
Осенью 2015 года временно занимал аналогичную должность в клубе «Данди Юнайтед».

## Титулы и достижения
- Обладатель Кубка Шотландии (1):

«Данди Юнайтед»: 1993/94